# رجال من التاريخ (كتاب)
رجال من التاريخ كتاب للعلامة السوري الدمشقي علي الطنطاوي، صدر هذا الكتاب أول ما صدر في عام 1958 م، في نحو 300 صفحة من القَطْع المعتاد (17×24)، وأعيدت طباعته مرات كثيرة، ثم أُضيفت إليه في طبعاته اللاحقة تراجم لم تكن قد نُشرت من قبل، فبلغ عدد ترجماته في الطبعة السابعة خمساً وخمسين وعدد صفحاته 480 صفحة.

## قصة هذا الكتاب
فصول هذا الكتاب كانت -في الأصل- أحاديث دأب علي الطنطاوي على إذاعتها حيناً من إذاعة دمشق منذ نحو نصف قرن، كما قال في مقدمته للطبعة الجديدة من الكتاب: «كل ما في هذا الكتاب بقيةٌ من أحاديث كانت تُذاع لي من دمشق قبل أكثر من خمس وثلاثين سنة (أي من وقت كتابة هذه المقدمة في عام 1985)، استمرّت إذاعتها أعواماً، تعبت في إعدادها كثيراً، واستمتع بها واستفاد منها -من السامعين- كثير، بلغت ثلاثمئة حديث أو تزيد، ضاعت فيما ضاع مما كتبت، وأرجو ألاّ يضيع عند الله ثوابها إن كتب الله لي -بكرمه- الثواب عليها».
ثم يقول في المقدمة ذاتها: «وكنت كلما أعددت حديثاً عن رجل من الرجال فتح لي الباب للكلام عن أقرانه وأمثاله؛ فحديث عن صلاح الدين يجرّ إلى آخر عن نور الدين، وحديث عن أبي حنيفة يدفعني إلى آخر عن مالك. ولو أني استمررت أحدث عن أبطالنا وعظمائنا خمسين سنة، في كل أسبوع حديثاً، وجاء مئة مثلي يصنعون مثل صنعي، لما نفدت أحاديث هؤلاء الأبطال العظماء. وأنا لست من المولعين بجمع الكتب ورصّها في الخزائن لأُزهى بها وأفخر بكثرتها، ولا أقتني إلا الكتاب الذي أحتاج إليه؛ أرجو النفع به أو المتعة بقراءته، وقد اجتمع لي -على هذا- في مكتبتي الصغيرة، هنا وفي دمشق، أكثر من تسعين مجلدة في تراجم الرجال والنساء، فلو أن في كل واحدة منها سيرة مئة منهم لكان من ذلك تسعة آلاف من سير العظماء».

## منهج الكتابة
وقد أخبرنا كيف كان منهجه في كتابة هذه الفصول فقال: «كنت إذا أردت الحديث عن رجل قرأت كل ما تصل إليه يدي مما كُتب عنه، وقيّدت في ورقة ما أختار من أخباره، وربما بلغ ما أقرؤه عنه عشرات أو مئات من الصفحات. ثم أعمد إلى خبر من هذه الأخبار فأجعله مدخلاً إليها، وأحاول -ما استطعت- أن أتبع فيها أسلوباً ينأى بي عن جفاف السرد التاريخي، ويخلص من تخيّل الكاتب في القصة الأدبية، لعلّي أصل إلى الجمع بين صدق التاريخ وجمال الأدب، فأُوفَّق حيناً، ويجانبني حيناً التوفيق».

## مادة الكتاب
ولئن اشتملت هذه الفصول على ترجمات لبعض الأعلام المشهورين (كصلاح الدين ونور الدين وعمر بن عبد العزيز) فإن أكثرها ترجمات لأعلام عظماء لا يعرفهم أو لا يعرف عنهم الكثير أكثر الناس.
جعل المؤلف مع كلٍّ لقبٌ له عنواناً للترجمة، فمثلاً:
- الحسن البصري (العالم العامل).
- قتيبة بن مسلم (فاتح المشرق).
- سعيد بن المسيب (من ورثة الأنبياء).
- أبو حنيفة (الإمام الأعظم).
- الليث بن سعد (جمع الدين والدنيا).
- أحمد بن حنبل (ناصر السنّة).
- البخاري (أمير المؤمنين في الحديث).
- أحمد بن أبي دؤاد (العالِم النبيل).
- أسد بن الفرات (الفقيه الأميرال).
- محمد بن بشير (القاضي المتأنق).
- منذر بن سعيد (خطيب الزهراء).
- الغزالي (حجة الإسلام).
- أورنك زيب (بقية الخلفاء الراشدين).
- مظفر بن محمود (الملك الصالح).
- العز بن عبد السلام (شيخ من دمشق).
- رضية بنت ألتمش (سلطانة الهند).
- علاء الدين الجمالي (مفتي السلطان سليم).
- ابن تاشفين (باني مراكش).

وفي الكتاب ترجمات لبعض الأدباء والشعراء كأبي دلامة، ومالك بن الريب (شاعر يرثي نفسه)، والزبيدي (شارح القاموس)، وابن عمار (الوزير الشاعر).
وقد ضم الكتاب في طبعته السابعة عدداً من الأعلام المحدثين، وهم: الشيخ طاهر الجزائري، والشيخ بدر الدين الحسني، والشيخ علي الدقر، والشيخ محمود ياسين، والشيخ عزيز الخاني، والشيخ كمال الخطيب، والشيخ كامل القصاب، والشيخ بهجة البيطار، والشيخ الكافي، والشيخ عبد المحسن الأسطواني، والشيخ أمجد الزهاوي، وحسن الحكيم (الذي سمّاه: القوي الأمين)، والشاعرة عائشة التيمورية، وأخيراً صديق عمره أنور العطار.

## وصلات خارجية
موقع علي الطنطاوي